# Sulzbach-Formation
Die Sulzbach-Formation ist in der Erdgeschichte eine lithostratigraphische Gesteinseinheit im Oberkarbon des Saar-Nahe-Beckens. Sie folgt auf die Rothell-Formation und wird von der Geisheck-Formation überlagert. Sie wird in das Westfalium C (Oberkarbon oder Pennsylvanium) datiert.

## Namengebung und Begriffsgeschichte
Der Name erscheint bereits 1914 in der Arbeit von Paul Kessler als "Sulzbacher oder eigentliche Fettkohlengruppe". Sie ist nach der Stadt Sulzbach in der Nähe von Saarbrücken benannt.

## Definition, Korrelation und Alter
Die Sulzbach-Formation besteht aus Grobsandsteinen, Feinsandsteinen und Peliten. Die untere Grenze bildet der Tonstein 5, eine Tufflage. Die obere Grenze wird von der Basis von Flöz 2 Stolberg gebildet. Insgesamt enthält die Formation die Kohleflöze 71 bis 61 und wird bis etwa 210 m mächtig. Die klastischen Schüttungen sind wahrscheinlich als Deltaschüttung zu interpretieren. Sie wird in das Westfalium C (Bolsovium) datiert.

## Gliederung
Die Sulzbach-Formation wird nicht untergliedert. Sie selbst bildet zusammen mit der Rothell-Formation und der St. Ingbert-Formation die Mittlere Saarbrücken-Gruppe.